# Castle Clinton
Castle Clinton er et tidligere fort i New York City. Senere blev det brugt som serveringssted, teater, immigrationsstation og meget andet, og senest er det blevet udpeget som National Monument. Oprindeligt lå fortet på en ø, men landopfyldning gjorde, at øen blev landfast med Manhattan, og i dag ligger fortet i Battery Park på den sydlige del af halvøen. 

## Historie
I 1808 begyndte opførelsen af det cirkelrunde fort bygget i sandsten. Opførelsen blev færdiggjort i 1811, og fortet blev kaldt West Battery eller South West Battery. Sammen med Castle Williams på Governors Island (kaldet East Battery) skulle fortet forsvare New York mod de angreb fra britiske tropper, som man forventede i en periode med mange spændinger mellem USA og England. Disse spændinger blev udløst i 1812, da krigen mellem de to lande brød ud. 

### Skiftende navne
Castle Clinton ligger ca. to gader væk fra det sted, hvor hollænderne opførte Fort Amsterdam, da de kom til området, og New York City stadig var kendt som Nieuw Amsterdam. I 1815 blev fortet omdøbt til Castle Clinton efter New Yorks daværende borgmester Dewitt Clinton. 
I 1821 ophørte USA's hær med at bruge fortet, og det blev udlejet til byen New York, som skulle bruge det til offentlig underholdning. I 1824 åbnede fortet som forlystelsessted og park med udskænkning af blandt andet øl under navnet Castle Garden. Dette navn har hængt ved, og høres stadig i folkemunde. I en periode frem til begyndelsen af 1850'erne fungerede fortet som promenade, restaurant, operahus, udstillingslokaler og teater. Selv om fortet oprindeligt var konstrueret som en åben bygning, lagde man tag på for at kunne huse disse aktiviteter. Dette tag er fjernet igen ved en senere restaurering.
I 1850 gav den berømte svenske sopran Jenny Lind to koncerter på fortet, og i 1853 og 1854 dirigerede franskmanden Louis-Antoine Jullien adskillige koncerter med en blanding af klassisk og populær musik.
I 1855 overgik fortet til tjeneste som immigrantstation for New York under navnet Emigrant Landing Depot. Det var USA's første immigrantstation, hvortil alle immigranter, der ville indrejse i landet via New York, ankom. Fortet fungerede som immigrantstation frem til 1890, da håndteringen af immigranter overgik til de føderale myndigheder, som åbnede en ny og større immigrantstation på Ellis Island i New Yorks havn. 
Desværre gik de fleste optegnelser om indvandringen via Castle Garden tabt under en brand i forbindelse med overflytningen til Ellis Island, men det er almindelig anerkendt, at mindst 8 millioner (og måske op til 12 millioner) indvandrere kom til USA via Castle Garden. Mange af disse var østeuropæiske jøder, som talte jiddisch, og de udtalte navnet som "Kesselgarden". Dette blev et almindeligt anvendt udtryk på jiddisch for alle situationer, der var støjende, forvirrende og kaotiske. Blandt de, der var ansvarlige for immigrationsstationen, var Friedrich Kapp, en tysk-amerikansk jorunalist, advokat og politiker, som ledede stationen mellem 1867 og 1870. En anden var John Alexander Kennedy, som ledede stationen mellem 1855 og 1860, hvor han blev udnævnt til New Yorks politichef. 
Blandt de, som man ved indvandrede til USA via Castle Garden, var Moder Cabrini (den første amerikaner, som blev helgenkåret af den katolske kirke), komponisten og teatermanden Oscar Hammerstein I, filmproduceren William Fox (stifter af det nuværende 20th Century Fox), anarkisten Emma Goldman, tryllekunstneren og udbryderkongen Harry Houdini, Matthias Peter Møller, en berømt dansk orgelbygger, født på Bornholm. Han har blandt andet bygget orglet i Cadets Chapel på militærakademiet West Point. Med sine 23.500 piber var og er dette stadig verdens største kirkeorgel. Også William Morris, Joseph Pulitzer, Nikola Tesla og sangerinden og komikeren Sophie Tucker kom til USA via Castle Garden. 
I 1896 blev New Yorks akvarium indrettet i fortet, og det fungerede som sådan frem til 1941 og var i mange år byens mest populære attraktion med flere hundredtusind besøgende om årdet. I 1941 ville man bygge en broforbindelse fra denne del af Manhattan til Brooklyn og ønskede derfor at rive fortet ned. Der rejste sig en voldsom folkelig protest mod dette forslag, og planerne blev opgivet, men akvariet blev lukket og først genåbnet på Coney Island i 1957.

## National Monument
I 1946 blev fortet udpeget som nationalt monument, og i 1950 trådte udpegningen i kraft, da guvernøren over staten New York overdrog ejerskabet over området til de føderale myndigheder. 
I 1966 blev fortet optaget i National Register of Historic Places i lighed med alle andre historiske steder, der administreres af National Park Service.
I 1970'erne blev fortet restaureret og bragt tilbage til det oprindelige udseeende. I dag er der museum, og fortet hedder igen Castle Clinton. I forter er der også billetsalg til færgerne, der sejler til Ellis Island og Liberty Island med Frihedsgudinden fra havnen lige ved fortet. 

## Eksterne links
- NPS's officielle hjemmeside for Castle Clinton (engelsk)
- Castle Garden Immigraton Database Arkiveret 14. januar 2020 hos  Wayback Machine (engelsk)

40°42′13″N 74°1′0.98″V / 40.70361°N 74.0169389°V